# Kettle Falls Hotel
Pour les articles homonymes, voir Kettle (homonymie).
Le Kettle Falls Hotel est un hôtel du comté de Saint Louis, dans le Minnesota, aux États-Unis. Protégé au sein du parc national des Voyageurs, il est lui-même inscrit au Registre national des lieux historiques depuis le 11 janvier 1976.